# Schilbe intermedius
Schilbe intermedius är en fiskart som beskrevs av Eduard Rüppell 1832. Schilbe intermedius ingår i släktet Schilbe och familjen Schilbeidae. IUCN kategoriserar arten globalt som livskraftig. Inga underarter finns listade i Catalogue of Life.